# Dark web
Ne doit pas être confondu avec darknet, web profond ou web opaque.
 (mai 2016).
Si vous disposez d'ouvrages ou d'articles de référence ou si vous connaissez des sites web de qualité traitant du thème abordé ici, merci de compléter l'article en donnant les références utiles à sa vérifiabilité et en les liant à la section « Notes et références ».

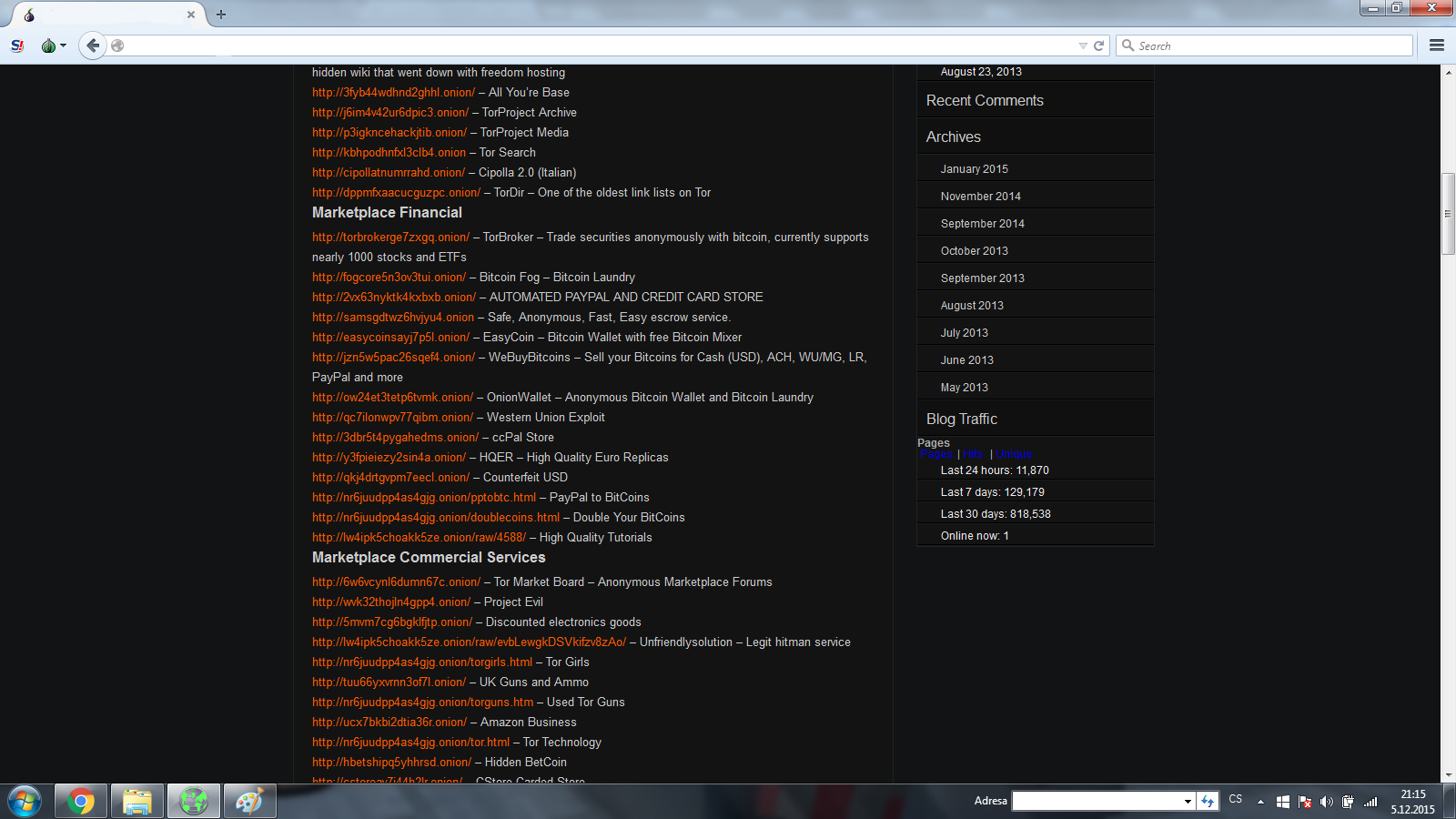
Un des sites du "dark web"

Le dark web, aussi appelé web clandestin ou encore web caché, est le contenu de réseaux superposés qui utilisent l'Internet public, mais qui sont seulement accessibles via des logiciels, des configurations ou des protocoles spécifiques.

## Présentation
Le terme est formé sur l'anglais « dark », qui signifie « noir, sombre », et sur web, qui renvoie à la toile du réseau autorisé. Le dark web forme une petite partie du deep web, la partie d'Internet qui n'est pas indexée par les moteurs de recherche, bien que le terme « deep web » soit parfois utilisé de façon erronée comme un équivalent de dark web. Ces appellations sont parfois contestées.
Les darknets qui hébergent le dark web incluent de petits réseaux « ami à ami » de « pair à pair », ainsi que de grands réseaux populaires tels que Freenet, I2P et Tor, qui sont gérés par des organisations publiques et des individus. Les usagers du dark web appellent le World Wide Web le clearnet parce que les adresses IP des internautes et des serveurs y sont habituellement transmises en clair. Le dark web Tor (The Onion Router) est parfois aussi appelé onionland en référence au suffixe .onion des adresses URL de ce réseau.
En décembre 2020, le nombre de sites Tor actifs en .onion a été estimé à 76 300 (contenant beaucoup de copies). Parmi ceux-ci, 18 000 auraient un contenu original.

## Terminologie
Le dark web est souvent confondu avec le deep web, qui fait référence aux parties du web qui ne sont pas répertoriées ou qui sont introuvables par les moteurs de recherche classiques.
Bien que d'usage courant, l'appellation de dark web est contestée par certains auteurs pour qui elle résulte d'une approche sensationnaliste, voire d'une volonté répressive contre les réseaux tels que les services cachés de Tor. Elle joue sur la métaphore de l'ombre (« dark » signifiant noir ou sombre en anglais) pour décrire le fait que les protocoles réseaux y dissimulent l'identité des internautes, mais aussi et surtout pour insister sur les usages illégaux les plus sulfureux de ces réseaux, notamment la vente de drogues. On retrouve cette métaphore dans l'expression « marché noir » en français, par exemple. En outre, l'expression dark web recouvre plusieurs réseaux et protocoles très différents, et pas nécessairement interopérables. Plutôt que de parler de dark web ou de deep web, il serait techniquement plus juste et terminologiquement plus neutre de parler de réseau I2P, de services .onion ou encore de freesites, par exemple.
Il ne faut également pas le confondre avec le terme darknet, qui désigne un réseau superposé basé sur des protocoles d'anonymisation. Dans les années 1970, le terme darknet désignait des réseaux isolés de l'ARPANET qui pouvaient recevoir des données, mais dont les adresses IP n'étaient pas référencées et ne répondaient pas aux requêtes. Aujourd'hui, le darknet le plus célèbre est le réseau TOR (The Onion Router), avec plus de 2,5 millions d'utilisateurs, devant Freenet et I2P.

## Définition
On accède au dark web à travers différents darknets tels que Tor (acronyme pour The Onion Router) ou I2P (Invisible Internet Project). Pour Tor, on utilise un navigateur spécifique (le Tor Browser), qui permet d'accéder aux sites cachés avec une adresse se terminant en « .onion ». Tor est de loin le plus important des darknets, mais I2P et Freenet hébergent également des sites cachés.
Les identifiants et la localisation des utilisateurs demeurent anonymes et ne peuvent être tracés, grâce au système de chiffrement en couches. La technologie de chiffrement des darknets fait transiter les données des utilisateurs à travers des serveurs intermédiaires, ce qui protège l'identité des usagers et garantit l'anonymat.
En raison de l'utilisation de techniques de chiffrement ou de proxies, les services consultés n'ont généralement pas connaissance de l'adresse IP de leurs utilisateurs, de même que les utilisateurs ne peuvent pas avoir accès aux informations concernant l'hébergeur du service caché. De ce fait, les usagers de ces réseaux peuvent échanger sur des forums, créer des contenus sur des blogs ou encore échanger des dossiers de manière anonyme.
Le dark web est surtout connu pour des usages illégaux comme le trafic de drogues ou de marchandises illégales. On y trouve aussi des forums de discussions ou autres médias pour les pédophiles, les terroristes ou amateurs de pornographie extrême. Toutefois les actions illégales ne sont pas majoritaires. Ce réseau est également utilisé par des lanceurs d'alertes, des journalistes qui ne veulent pas être victime de censure et opposants politiques vivant dans une dictature.
En pratique, le réseau Tor peut être utilisé de deux façons différentes : anonymiser sa navigation tout en accédant à des sites classiques du "clearweb", ou accéder à des sites en .onion (qui ne sont pas accessibles autrement qu'à travers Tor).

## Contenus bienveillants
Le Dark Web permet essentiellement de rendre possible la liberté d'expression, d'information et d'échange totale fondée sur la sécurité de l'anonymat, et permet donc à chacun de lire comme de publier du contenu.
On y trouve ainsi beaucoup de ressources légales, qui y sont cachées pour lutter contre la censure.
En juillet 2017, un des trois fondateurs du projet Tor, Roger Dingledine, a soutenu que le site visité le plus souvent par les utilisateurs de Tor était Facebook. Il a indiqué que les services cachés ne représentaient que 3% au plus de l'usage du réseau Tor. Selon lui, le dark web est d'abord utilisé pour lutter contre la censure ou, tout simplement, pour se cacher des fournisseurs d'accès à internet et des centrales marketing.

## Contenus malveillants
Le dark web est connu du grand public notamment à cause de plusieurs plateformes de ventes de stupéfiants qui ont fait la une de nombreux journaux lors de l'arrestation de leurs administrateurs, comme Silk Road et AlphaBay.

### Ransomware
Le dark web est utilisé aussi dans certains processus liés à l'extorsion de fonds. En effet, il est courant d'observer des données issues d'attaques par ransomware sur plusieurs sites du dark web (sites de vente de données, sites publics de dépôt de données,...),.

### Botnets
Les botnets sont souvent structurés avec un canal de commande et de contrôle basés dans un service caché, ce qui garantit l'anonymat de l'opérateur.

### Services utilisant des cryptomonnaies
Ces services qui utilisent la cryptomonnaie Bitcoin, parmi d'autres, sont accessibles avec Tor et d'autres réseaux, tels que Grams, qui offrent aux darknets une intégration dans les marchés. Une étude de Jean-Loup Richet, réalisée dans le cadre d'une recherche pour l'Office des Nations Unies contre la drogue et le crime (UNODC), a mis en lumière de nouvelles tendances quant à l'utilisation du Bitcoin à des fins de blanchiment d'argent. L'un des moyens utilisés est, par exemple, la conversion du Bitcoin vers une monnaie utilisable pour des jeux en ligne (comme les pièces d'or utilisés dans World of Warcraft), que l'on pourrait plus tard de nouveau convertir en dollars ou autre monnaie via un échangeur,.

### Darknet markets ou cryptomarchés
Les commerces développés sur les darknets qui assurent les transactions pour des substances et autres produits illicites ont été sujets d'une importante couverture médiatique. En particulier, les sites Silk Road et AlphaBay ont vu plusieurs acteurs de leur communauté arrêtés, dont notamment le fondateur de Silk Road, Ross Ulbricht. D'autres marchés vendent des logiciels d'exploit (qui permettent entre autres à un logiciel malveillant de trouver et d'exploiter des failles dans les systèmes informatiques), des données volées par intrusion informatique ou des armes à feu, entre autres.
Des tentatives d'étude ont eu lieu pour déterminer le différentiel entre les prix du marché réel (dans les commerces et sur le web de surface) et les prix des marchandises vendus sur les darknets, de même pour la qualité des produits reçus via les darknets. Une enquête de ce type a pu être menée sur le plus grand cryptomarché actif de 2013 à 2015, Evolution. Selon cette étude menée en Suisse et impliquant l'achat de drogue de trois vendeurs situés en Suisse, les informations fournies par les vendeurs sur les méthodes d'emballage et de dissimulation des produits, ainsi que sur le pays d'où serait expédié la marchandise, étaient généralement exactes. Cependant, la qualité des drogues laissait à désirer et plusieurs n'étaient pas conformes aux informations fournies par leurs vendeurs. Cependant, la composition chimique des drogues suggère que l'analyse des drogues achetées sur les darknets pourrait permettre d'identifier la localisation géographique des vendeurs. En particulier, les spécimens analysés par les chercheurs suggéraient que les vendeurs étaient situés dans l'ouest de la Suisse.
En mai 2019, le FBI annonce la saisie du site Deep Dot Web qui référençait les adresses des principaux sites commerciaux du dark web. La même année, les autorités allemandes annoncent avoir arrêté les administrateurs allemands du site Wall Street Market, qui permettait de vendre et d’acheter de la drogue ou des données volées.
En France, la communauté francophone était principalement structurée autour du forum French Deep Web, hébergé et modéré par le groupe Liberty's Hackers. En 2018, il compte plus de 25 000 membres inscrits, pour plus de 370 000 messages publiés. Son administrateur, connu sous le pseudonyme de V1ctor, un infirmier de 44 ans est arrêté par la police le mercredi 12 juin 2019.

### Groupes de piratage et services
De nombreux pirates vendent leurs services soit de manière individuelle, soit par groupes. Les groupes incluent les xDedic, hackforum, Trojanforge, Mazafaka, dark0de et le cryptomarché TheRealDeal. Quelques-uns de ces groupes sont connus pour avoir traqué et fait de l'extorsion (ou du racket) envers des pédophiles avérés.
La cybercriminalité et les services de piratage des données des institutions financières ou des banques font également partie des offres que l'on peut trouver sur le dark web. Des tentatives de contrôle de ce genre d'activités ont été réalisées par divers organismes publics et privés. Une étude sur les outils utilisés dans ce but et sur les moyens de défense contre ces attaques a été réalisée. Des attaques ont été menées sur des usages d'Internet comme le DNS Distributed Reflection Denial of Service (DRDoS) grâce à l'effet de levier sur le dark web[pas clair]. Il existe aussi des sites d'arnaques sous le nom de domaine .onion qui peuvent offrir des outils en téléchargement, qui contiennent des chevaux de Troie ou des portes dérobées.

### Services de fraude
Il y a de nombreuses fraudes à la carte bancaire et à la carte de crédit faites sur PayPal ou sur des sites commerciaux dont le règlement des achats se font en Bitcoin. Certains sites du dark web permettent de solliciter des services pour faciliter ce genre de fraude, entre autres en obtenant des numéros de carte de crédit volés. Beaucoup de sites de ce genre sont eux-mêmes des arnaques.

### Canulars et contenus non-vérifiés
Certains médias rapportent que le dark web a été utilisé pour solliciter des services de tueurs à gages, cependant, les prétendus tueurs à gages du dark web sont soupçonnés d'être exclusivement des escrocs. Le créateur du darknet Silk Road, Ross Ulbricht, a été arrêté par le services d'enquêtes du département de la Sécurité intérieure des États-Unis, en grande partie pour le blanchiment d'argent et les échanges de drogues et de contenus illicites permis sur le site. Cependant, l'on sait que Ross Ulbricht a également sollicité et payé pour les services d'un employé de la Drug Enforcement Administration se faisant passer pour un tueur à gages.
Il existe une légende urbaine selon laquelle il est possible de trouver des vidéos en direct montrant des commissions de meurtres sur le dark web. Le terme « chambre rouge » (en anglais, red room) a été inventé à partir d'une animation japonaise et d'une légende urbaine du même nom. Toutefois, les éléments de preuve envers tous les cas signalés ne sont que des canulars,.
Le 25 juin 2015, le jeu d'épouvante indépendant Sad Satan a été testé par les YouTubeurs de la chaîne Obscure Horror Corner. Ces YouTubeurs affirment qu'ils ont trouvé ce jeu sur le dark web. Diverses incohérences dans les déclarations des membres de la chaîne ont jeté le doute sur la véritable version des faits[réf. nécessaire].

### L'hameçonnage et les arnaques
L'hameçonnage via des sites web clonés et autres sites d'arnaques sont nombreux et les marchés sur les darknets en font la publicité avec des URL frauduleux.

### Puzzles
Des puzzles comme Cicada 3301 et ses successeurs utilisent de temps en temps des services cachés dans le but de fournir des indices de manière plus anonyme, de manière à nourrir les spéculations sur l'identité de leurs créateurs[réf. nécessaire].

### La pornographie illégale
Il y a régulièrement des lois appliquées à l'encontre des sites diffusant des images ou vidéos à caractère pédopornographiques - souvent en les compromettant en diffusant des malwares aux utilisateurs. Ces sites utilisent des systèmes complexes de guidage, des forums et de régulation de communauté. D'autres contenus proposent l'usage de la torture sexuelle, de cruauté animale et de revenge porn.

### Terrorisme
Il existe autant de vrais sites que de sites frauduleux dont l'usage est revendiqué par des groupes comme l'État islamique, dont un site frauduleux repéré par l'Opération Onymous. Aux lendemains des attaques de Paris en janvier 2015 contre Charlie Hebdo, l'un de ces sites a subi une attaque par un groupe affilié au collectif Anonymous, nommé GhostSec, qui a remplacé le site par une publicité pour Prozac. Un autre groupe islamiste du nom de Rawti Shax a été identifié comme opérant sur le dark web[réf. nécessaire].

### Les médias sociaux-test
Il existe une émergence de plateformes de réseaux sociaux sur le Dark Web, qui sont semblables à ceux que l'on retrouve sur le web classique. Des réseaux traditionnels tels que Facebook et maintenant X ont commencé à créer leur version dark web pour contrer certains soucis associés avec les autres plateformes, et également donner la possibilité d'accéder à ces médias à travers tout le World Wide Web.

## Commentaire
Les procureurs et les agences gouvernementales, entre autres, ont des préoccupations quant à cet espace qu'ils considèrent comme un paradis pour les activités criminelles. Des sites spécialisés sur le net, comme DeepDotWeb et All Things Vice, couvrent les nouvelles et informations pratiques sur les sites web du dark web et leurs services. Le Hidden Wiki, ses sites miroirs et ses développements web Fork détiennent certains des plus grands répertoires de contenus sur le dark web.
Les liens donnant vers les sources les plus consultés sur le dark web sont sous le nom de domaine .onion et appartiennent au réseau Tor. Ils se retrouvent souvent via le web de surface sur des sites comme Pastebin, Youtube, Twitter, Reddit et des forums Internet. Les entreprises spécialisés travaillant avec Darksum et Recorded Future traquent les activités cybercriminelles sur le dark web, dans le but de venir en aide aux autorités judiciaires. Depuis 2015, Interpol délivre des formations aux enquêteurs sur le dark web comprenant une initiation technique sur Tor, des cours sur la cybersécurité, des simulations de mise à l'arrêt des marchés sur les darknets et la saisie des portefeuilles de monnaie virtuelle utilisés pour commettre des crimes. Le centre d'innovation d'INTERPOL basé à Singapour propose d'ailleurs un laboratoire dédié aux cyberespaces et aux nouvelles technologies. Ce laboratoire concrétise sous la forme de preuves de concept (TRL 5-6) des outils innovants pour assister les enquêteurs[réf. nécessaire].
En octobre 2013, l'Agence National sur les Crimes (NCA) britannique et le GCHQ ont annoncé la création d'une cellule d'opérations conjointes qui se concentrent sur la cybercriminalité[réf. nécessaire]. En novembre 2015, cette cellule s'est impliquée pour démanteler un réseau de trafic d'enfants sur le dark web ainsi que pour empêcher d'autres activités criminelles en ligne[réf. nécessaire].
En mars 2017, le Service de recherche du Congrès des États-Unis a publié un rapport important sur le dark web, en notant l'évolution de la façon dont les informations sont accessibles et présentées[réf. nécessaire]. Le caractère inconnu de la portée du problème augmente l'intérêt des chercheurs dans l'étude de ce nouveau phénomène, tandis que les politiciens sont préoccupés par la mise en place de lois et de mesures pour contenir la criminalité via le dark web[réf. nécessaire].
En août 2017, selon un rapport, les firmes de cybersécurité qui se sont spécialisées sur le suivi et la recherche sur le dark web pour le compte des banques et des détaillants partagent régulièrement leurs trouvailles avec le FBI ou avec d'autres agences judiciaires, lorsque cela est possible ou nécessaire, concernant les contenus illégaux[réf. nécessaire].

## Journalisme
De nombreux journalistes, organes de presse alternatifs, enseignants ou chercheurs ont gagné en influence de par leurs écrits ou discours sur le dark web, contribuant à la conscience de ce phénomène dans le grand public.